# Ciénaga de San Silvestre
La Ciénaga de San Silvestre es el espejo de agua más importante del Magdalena Medio, ubicado en el distrito de Barrancabermeja y a su vez se abastece a través de la empresa Aguas de Barrancabermeja S.A. E.S.P.
En la ciénaga se ha encontrado diferentes especies de fauna y flora, en especial el manatí antillano, que es una especie que se encuentra en vía de extinción, por lo que es esencial cuidar éste cuerpo de agua.